# 瑞安·布拉思韦特
瑞安·布拉思韦特（英語：Ryan Brathwaite，1988年6月6日—），巴巴多斯男子田径运动员，曾在2009年世界田径锦标赛中夺得110米栏金牌。

## 外部連結
- 瑞安·布拉思韦特在的頁面